# Ricina

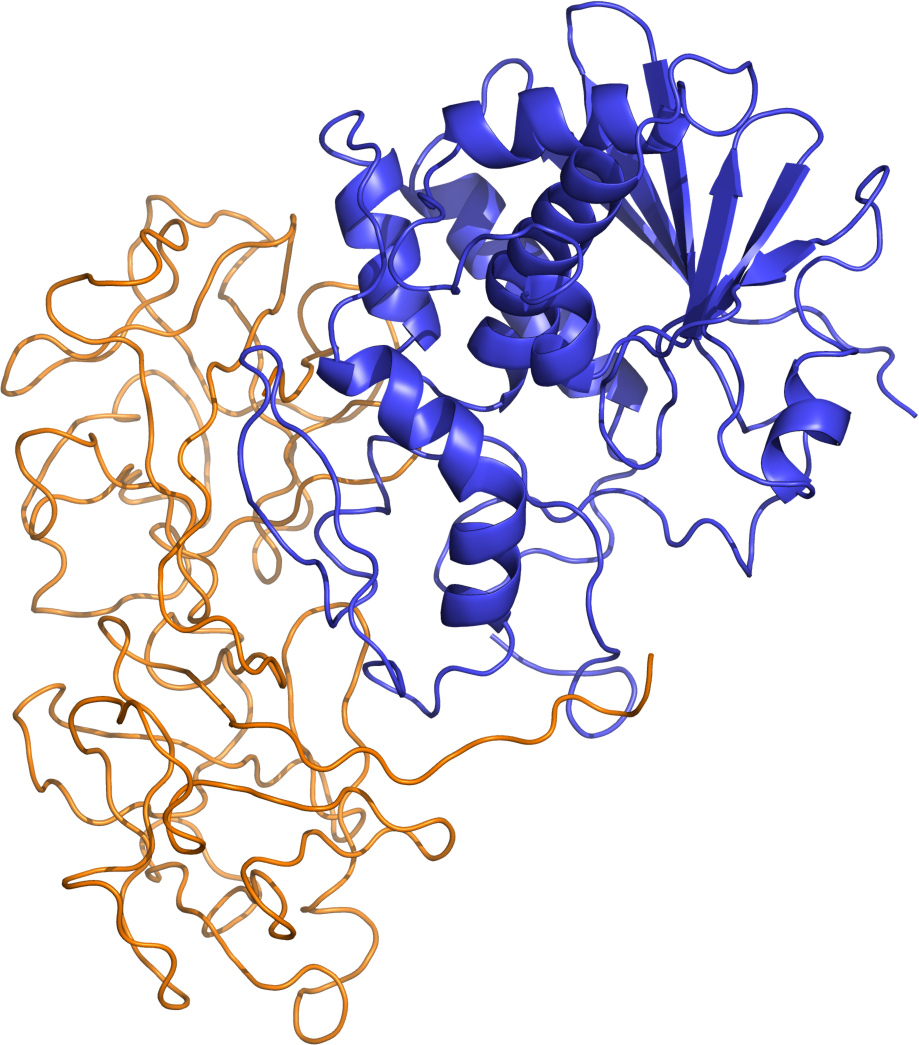
Estrutura da ricina. A cadeia A é mostrada em azul e a cadeia B é mostrada em laranja.

A ricina é uma proteína presente nas sementes da mamona (Ricinus communis L.), considerada uma das mais potentes toxinas de origem vegetal conhecida. Essa proteína é classificada dentro de um grupo especial de proteínas denominadas  RIPs (do inglês Ribosome-Inactivating-Proteins), ou proteínas inativadoras de ribossomos. As proteínas desse grupo são capazes de entrar nas células e se ligar a ribossomos, paralisando a síntese de proteínas e causando morte da célula. Uma semente de mamona contém ricina suficiente para levar uma criança à morte.
A ricina não é uma proteína encontrada exclusivamente no endosperma das sementes de mamona, sendo detectada em outras partes da planta, porém, em menores quantidades. A concentração dessa proteína na semente pode variar entre diferentes genótipos, tendo sido detectados teores de 1,5 a 9,7 mg/g em 18 acessos de um banco de germoplasma dos Estados Unidos (EUA).
Ela é a principal responsável pela toxicidade da torta de mamona e está entre as proteínas de maior toxicidade conhecida pelo homem. Trata-se de uma proteína com duas subunidades de aproximadamente 34 kDa que biologicamente possuem diferentes funções.
A ricina se classifica como uma lectina, ou seja, uma proteína que tem um sítio receptor específico para um açúcar ou uma unidade de oligossacarídeo; pertence à família das lectinas A-B, isto é, composta por duas subunidades, uma delas com atividade enzimática e a outra com um sítio de ligação específica ao açúcar galactose, exercendo seu mecanismo de toxicidade através da inativação dos ribossomas.

## Toxicidade
A exposição acidental à ricina é altamente improvável. A fabricação da ricina e seu emprego para envenenar as pessoas teria que ser um ato proposital. Se isto for feito, as pessoas podem ficar expostas ao inspirar o pó ou aerossóis (gotículas) de ricina ou ao comer alimentos ou beber água que contenham ricina. Grânulos de ricina dissolvida em líquidos também podem ser injetados no organismo das pessoas. O envenenamento com ricina não é transmitido de pessoa para pessoa por contato.
A unidade A da ricina pertence a uma classe de enzimas conhecida como proteínas inativadoras do ribossoma (RIP, em inglês). Normalmente essas proteínas não apresentam toxicidade, pela incapacidade de penetrarem na célula e atingir os ribossomas; estão presentes em produtos largamente ingeridos na alimentação humana, como gérmen de trigo e cevada. No caso da ricina, esta subunidade A se encontra ligada à subunidade B, que se liga à parede celular e permite a entrada da subunidade A por endocitose para o citosol e promove a morte da célula por inibição da síntese proteica.
Uma exposição a quantidades razoáveis de ricina pode causar sérios danos a órgãos e provocar a morte. Doses inaladas ou injetadas de 500 microgramas podem levar a morte.
Os sintomas de envenenamento por ricina podem aparecer de 6 a 8 horas após a exposição. A enfermidade causada por esse veneno pode durar dias ou semanas.
O diagnóstico laboratorial pode ser executado por vários métodos, diretamente nos derivados da mamona e no sangue de pessoas que tenham tido contato com a toxina. 
Não existe um tratamento específico, o envenenamento por ricina é tratado com cuidados médicos de apoio, tais como auxílio para respirar, administração de líquidos por via intravenosa e medicamentos para tratar o inchaço.
O óleo de mamona não possui ricina, pois toda a proteína da semente permanece na torta após o processo de extração, até mesmo porque essa proteína é insolúvel em óleo.

## Aplicações terapêuticas
Na área médica, a ricina tem se destacado entre um grupo de proteínas tóxicas que vêm sendo usadas com o objetivo de matar células indesejadas (células cancerígenas). Para chegar ao alvo, a toxina é ligada a um anticorpo que reconhece especificamente a célula que se deseja eliminar, possibilitando que a ricina penetre a célula e provoque a sua morte, a ricina também pode ser usada na aplicação da Injeção Letal em pacientes condenados.

## Incidentes
Em 1978, durante a Guerra Fria, Georgi Markov, escritor e jornalista búlgaro que vivia em Londres, morreu após ser atacado por um homem que injetou ricina em seu organismo (especificamente em sua perna) com a ponta de um cabo de guarda-chuva. Há relatos de que a substância também foi usada na Guerra Irã-Iraque, durante os anos 80.
A atriz americana Shannon Guess Richardson, foi condenada no Texas, a 18 anos de prisão por enviar cartas envenenadas com ricina ao presidente Barack Obama, ao então prefeito de Nova York, Michael Bloomberg, e a Mark Glaze, ex-presidente da associação Prefeitos Contra as Armas Ilegais – um ativista a favor do controle das armas de fogo nos EUA. Shannon foi considerada culpada em dezembro de 2013, por posse de veneno "para ser usado como arma".